# Rodotrem

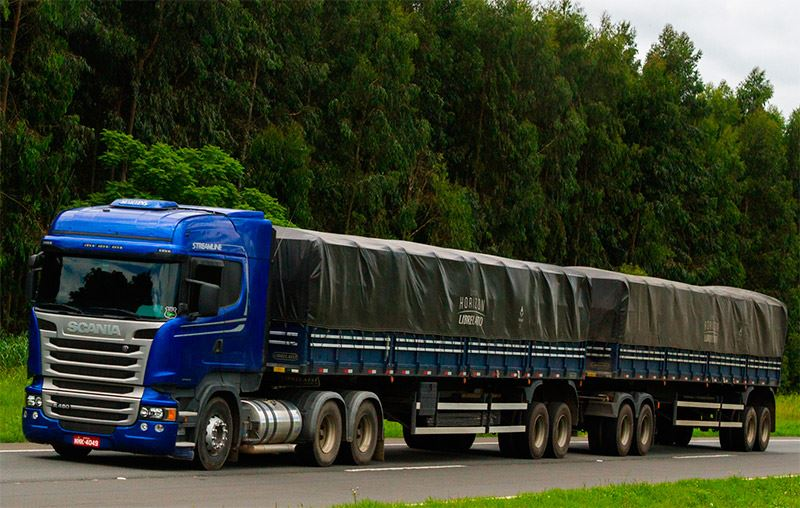
Rodotrem brasileiro, engatado em um caminhão Scania R480 na Rodovia Raposo Tavares.

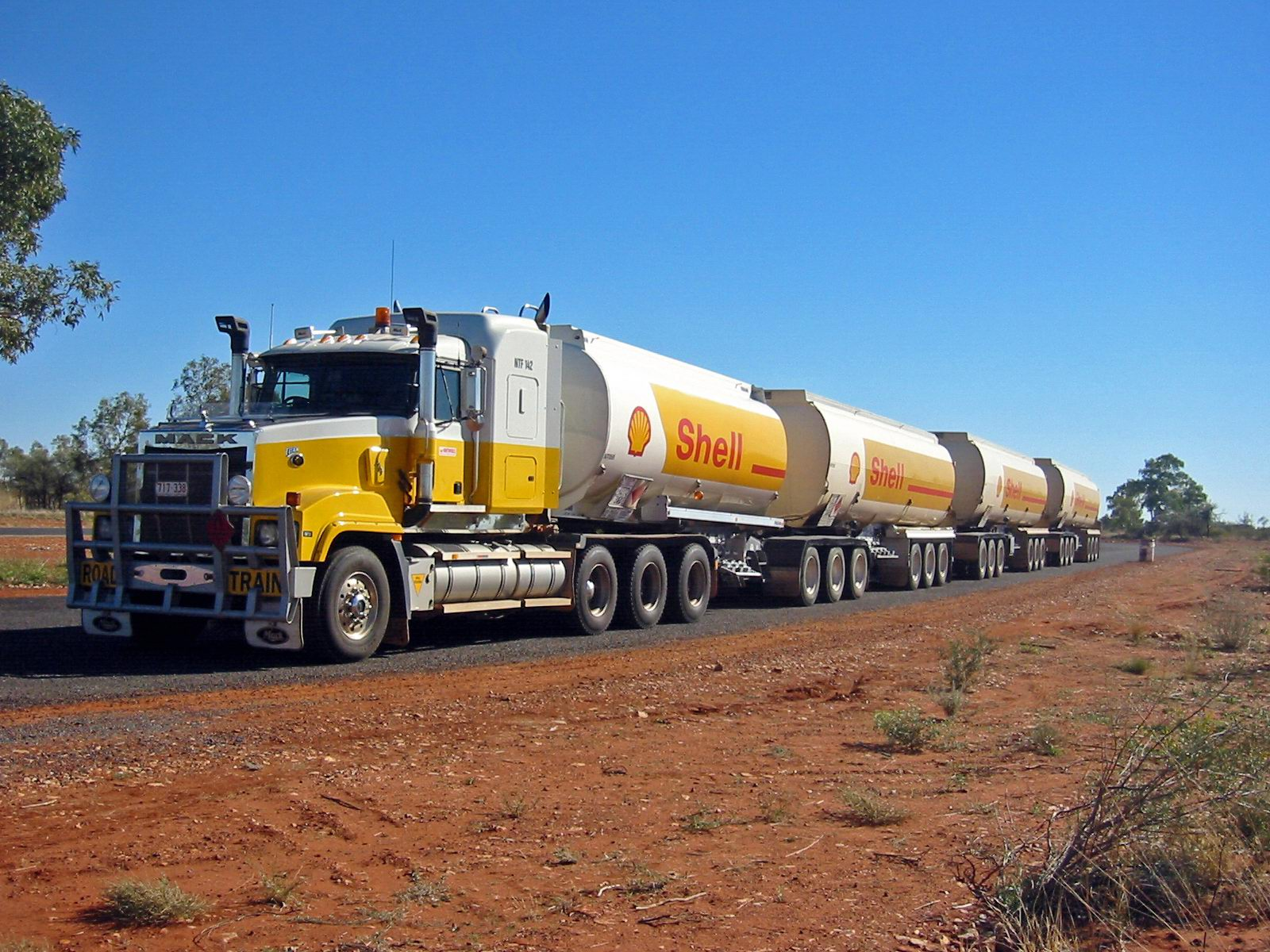
Rodotrem na Austrália, utilizando 4 reboques

Rodotrem é um tipo de caminhão que se enquadra na categoria de combinação veicular rodoviária. É composto por um cavalo mecânico e dois ou mais semirreboques. A parte dianteira do primeiro semi-reboque apoia-se sobre o cavalo mecânico, ao passo que o segundo (e os demais) apoia-se sobre um dolly, funcionando como um reboque. São usados para deslocar grandes quantidades de cargas, quando o tempo de deslocamento não é fator limitante. Dentre os diversos países onde são usados pode-se citar: Austrália, Brasil, Canadá, Estados Unidos e México.
Na Austrália não existe limite de peso bruto total combinado (PBTC), nem de comprimento. Na maioria dos casos usa-se neste país composições com oitenta a 120 toneladas. Na língua inglesa são denominados road train.
No Brasil o limite de PBTC é de 74 toneladas, com comprimento entre 25 e 30 metros, necessitando de autorização especial de trânsito (AET). É obrigatório, no Brasil, para a tração deste tipo de composição o uso de cavalo mecânico com tração nos dois eixos posteriores (tração 6 x 4). A potência mínima para operar com 74 toneladas deve ser de 444 CV, visto que o mínimo exigido para veículos de carga é de 6 CV por tonelada.
Nos Estados Unidos o limite de peso é de 36 toneladas com comprimento de 16 metros em estados do leste, com exceção de algumas rodovias da Flórida, Massachusetts e Nova Iorque. O Alasca é o único estado onde não possui limite de peso, já o comprimento máximo permitido é de 33 metros. Essa regra não aplica em rodovias turn-pike que tem suas proprias regras sobre comprimento e peso.